# Охрид травел магазин
Охрид травел магазин (енгл. Ohrid Travel Magazine) је часопис посвећен Охриду као туристичком одредишту у Македонији. Часопис се објављује четири пута годишње у по 10.000 примерака а први број је штампан у јуну 2007. године.
Часопис се штампа на српском језику и дистрибуира у Србији, Црној Гори, Македонији и БиХ.
„Охрид травел магазин“ је после сајма туризма у Београду, у марту 2008. године, био проглашен за најбољи пропагандни материјал о Републици Македонији.
Издавач часописа је предузеће „Београдска пословна мрежа“ (БПМ д. о. о.) из Београда.